# Le Bourgeois gentil mec
Pour plus de détails, voir Fiche technique et Distribution.
Le Bourgeois gentil mec est un film français réalisé par Raoul André, sorti en 1969.

## Synopsis
Propriétaire d'une usine de parfums, bourré de complexes. Monsieur Genty essaie de plaire à Cléo et rêve en secret de devenir un jour, un célèbre gangster, quand soudain son rêve devient réalité…..

## Fiche technique
- Réalisation : Raoul André
- Scénario : Henri Viard et Bernard Zacharias
- Photographie : Raymond Lemoigne
- Musique : Darry Cowl et Jean-Michel Defaye
- Montage : Gabriel Rongier
- Décours : Louis Le Barbenchon
- Costumes : Odette Barbenchon
- Son : Gérard Brisseau
- Pays d'origine :  France
- Genre :Comédie
- Format : Couleurs
- Durée : 90 min
- Dates de sortie : 
  - France :	21 mai 1969

## Distribution
- Jean Lefebvre : Genty
- Francis Blanche : Spinosa
- Darry Cowl : Perrugo
- Georges Géret : Durante
- Annie Cordy : Marthe
- Bernadette Stern : Cléo
- Bella Darvi : la tante
- Henri Lambert : Bersonne
- Roland Lesaffre : l'inspecteur
- Paul Demange : le baron
- Jean Panisse
- Charles Pantone
- Denise Perrier